# Acodontaster elongatus
Acodontaster elongatus is een zeester uit de familie Odontasteridae.
De wetenschappelijke naam van de soort werd in 1889 gepubliceerd door Percy Sladen.